# Witold Hatka
Witold Hatka (Bydgoszcz; 25 de Junho de 1939 — 13 de novembro de 2010) foi um político da Polónia. Ele foi eleito para a Sejm em 25 de Setembro de 2005 com 5856 votos em 4 no distrito de Bydgoszcz, candidato pelas listas do partido Liga Polskich Rodzin.
Ele também foi membro da Sejm 2001-2005.